# パラ輝砒鉱
パラ輝砒鉱（パラきひこう、 Pararsenolamprite）は、2001年に発表された日本産新鉱物で、自然砒の多形のひとつ。鉱物愛好家の山中勉により大分県の向野（むくの）金・銀鉱山の石英脈から発見され、国立科学博物館の鉱物学者、松原聰などとの連名で記載された。化学組成はAsで、ヒ素の同素体の一つである。斜方晶系で、同じヒ素の同素体で斜方晶系の輝砒鉱と似た物性をもつことから、パラ輝砒鉱と命名された。
構造については、松原らにより金属ヒ素と黒色ヒ素が交互に配置された新規構造であることが解明されている。